# Diospyros foliolosa
Diospyros foliolosa är en tvåhjärtbladig växtart som beskrevs av Nathaniel Wallich och A. Dc. Diospyros foliolosa ingår i släktet Diospyros och familjen Ebenaceae. Inga underarter finns listade i Catalogue of Life.